# 西目町
西目町（にしめまち）は秋田県南部に位置し日本海に面していた町。
2005年3月22日、本荘市およびほかの由利郡6町（岩城町、大内町、由利町、東由利町、矢島町、鳥海町）と合併し、由利本荘市となった。合併後も由利本荘市西目町として地名が残る。

## 地理
- 山: 孫七山
- 河川: 西目川
- 町内
  - 出戸
  - 浜山（出戸）
  - 孫七山
  - 沼田
  - 田高
  - 潟保
  - 井岡
  - 中沢
  - 潟端
  - 浜山（潟端）
  - 若松町
  - 豊栄
  - 上高屋
  - 中高屋
  - 海士剥
  - 獺袋

### 隣接していた自治体
- 本荘市
- 由利郡：由利町、仁賀保町

## 歴史
- 1889年（明治22年）4月1日 - 西目村、出戸村、沼田村、海士剥村の4村合併により西目村となる。
- 1922年（大正11年）6月20日 - 子吉村との境界変更[1]。
- 1975年（昭和50年）9月1日 - 町制施行により西目町となる。
- 2005年（平成17年）3月22日 - 本荘市、大内町、東由利町、鳥海町、由利町、岩城町、矢島町と合併し由利本荘市になる。

## 産業

### 漁業
- 西目漁港

### 農業
潟端、沼田、田高、潟保、井岡、中沢の各町内に囲まれる形で水田が広がっている。
西目では稲作が中心だが、他にもリンゴとリンゴジュースが名産である。

### 本社のある企業
- 由利工業株式会社
- 秋田精工株式会社
- 株式会社秋田ニューバイオファーム

## 教育
- 秋田県立西目高等学校（旧：秋田県立西目農業高等学校）
  - 卒業生
    - 小松晃（元日本代表サッカー選手）
    - 五十嵐俊幸（ボクシングアテネオリンピックライトフライ級日本代表）

- 西目町立西目中学校
  - 昭和57年 東北中学校サッカー大会 優勝
  - 平成22年8月5日 東北中学校サッカー大会 優勝

- 西目町立西目小学校
  - 明治7年4月7日 西目東学校創立（潟保村宗老寺）
  - 明治7年4月10日 西目西学校創立（沼田村円通寺）
  - 明治15年10月26日 東西両校を合併（沼田字金山）、分校を設置（出戸、井岡）
  - 明治20年4月1日 沼田尋常小学校と改称、両分校を廃止
  - 明治22年4月1日 尋常科を廃し簡易科とし海士剥分教場を設置
  - 明治28年2月2日 西目尋常小学校と改称
  - 明治34年5月23日 海士剥分教場分離尋常小学校と改称
  - 大正15年2月30日 海士剥分教場廃止
  - 昭和2年6月25日 新築校舎落成式挙行
  - 昭和23年4月1日 西目小学校と改称、新制中学校と併置
  - 昭和23年8月13日 中学校分離
  - 昭和29年3月 校章制定
  - 昭和29年9月 校歌制定
  - 昭和49年11月1日 学校創立100周年記念式典を挙行
  - 昭和50年9月1日 町制施行により校名を西目町立西目小学校と改称

## 交通

### 鉄道
- 東日本旅客鉄道（JR東日本）
  - 羽越本線：西目駅

### 道路

#### 高速道路
なし

#### 一般国道
- 国道7号

#### 主要地方道
- 秋田県道43号本荘西目線

#### 一般県道
- 秋田県道285号冬師西目線
- 秋田県道296号院内孫七山線

## 名所・旧跡・観光・施設・出身有名人

### 名所・旧跡
- 望海の丘
- 浜館公園〈浜館跡〉（由利仲八郎）
- 孔雀館〈潟保館跡〉（潟保治部大輔（由利十二頭））
- 大黒館跡
- 田高館跡
- 豊後館跡
- 西目ウインドファーム

### 観光
- 西目海岸（日本の白砂青松百選）
- 西目海水浴場（出戸）
- 柴田牧場（出戸）
- かしわ温泉（中沢）
- 道の駅にしめ（中高屋）
- ハーブワールドAKITA（中高屋）

### スポーツ施設
- B&G西目海洋センター
  - プール（沼田字新道下）
  - 体育館（沼田字新道下）
  - 西目弓道場「無想館」（沼田字新道下）
  - 西目ゲートボール場（沼田字西潟）
  - 西目サッカー場（出戸字浜山）
  - 西目テニスコート（出戸字浜山）
  - 西目多目的広場「グラウンドゴルフ場」（出戸字浜山）

### 文化施設
- 西目公民館「シーガル」（沼田字新道下）

### 福祉施設
- 介護老人保健施設 グランドファミリ - 西目（沼田字新道下）
- 秋田県心身障害者コロニー（出戸字孫七山）

### 出身有名人
- 魁龍 靖（元力士：放駒部屋：最高位序二段23）